# اوبرشایدوایلر
اوبرشایدوایلر (به آلمانی: Oberscheidweiler) یک شهر در آلمان است که در برنکاستل-ویتلیش واقع شده‌است. اوبرشایدوایلر ۲۰۰ نفر جمعیت دارد.